# Rozgorze
Rozgorze (kaszb. Rozgòrzé lub też Rozgôrz, niem. Rosgars) – osada kaszubska w Polsce położona w województwie pomorskim, w powiecie lęborskim, w gminie Nowa Wieś Lęborska. Wieś jest częścią składową sołectwa Janowiczki.
W latach 1975–1998 miejscowość administracyjnie należała do województwa słupskiego.